# Голос. Дети (Россия, сезон 2)
Второй сезон телевизионного шоу «Голос. Дети» траслировался на российском «Первом канале» в 2015 году. Состав наставников остался прежним.

## Кастинг
После успеха первого сезона телепроекта на участие во втором сезоне поступило более 10 тысяч заявок. Для «очного кастинга» пригласили около полутора тысяч детей. Из них в шорт-лист для «слепых прослушиваний» выбрали 120 человек.
Съёмки слепых прослушиваний должны были пройти в октябре 2014 года, но из-за проблем со здоровьем у Максима Фадеева они начались только 17 ноября. В первый день кастинг начали с тех, кто не попал на сцену в прошлом сезоне (до того момента, как подошла их очередь выходить на сцену, команды оказались полностью сформированы). После них уже выступали новые конкурсанты, не участвовавшие в прошлом году.

## Ведущие
Во втором сезоне главным ведущим проекта остался Дмитрий Нагиев. Однако у него появилась новая соведущая. Место Натальи Водяновой заняла Анастасия Чеважевская, которая уже знакома телезрителям по шоу «Голос»: в первом его сезоне она была подопечной Димы Билана и запомнилась тем, что выступала, будучи на последних месяцах беременности. Также она исполняла песню «Зацени» из телесериала «Реальные пацаны».

## Наставники

Наставники сезона
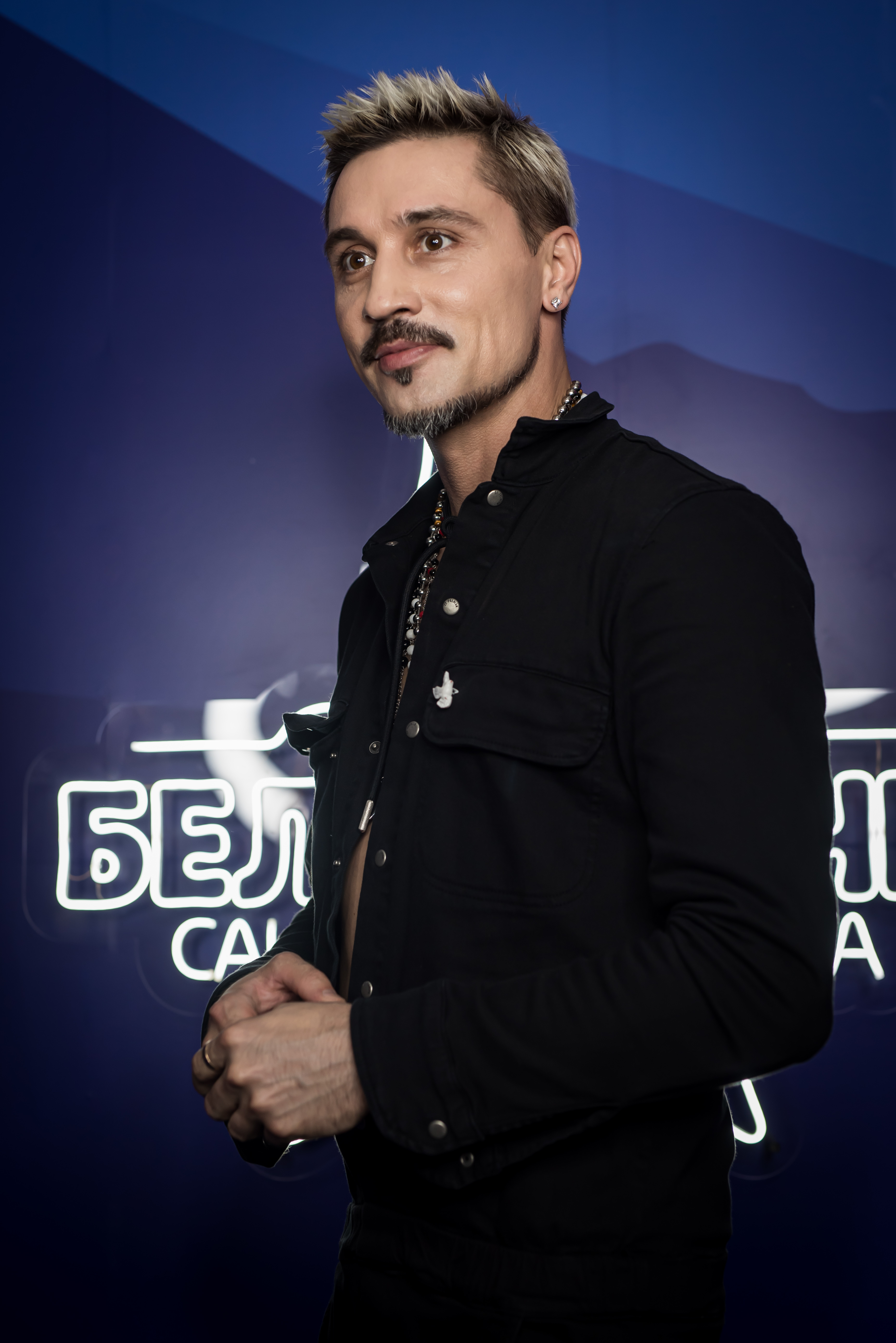
Дима Билан
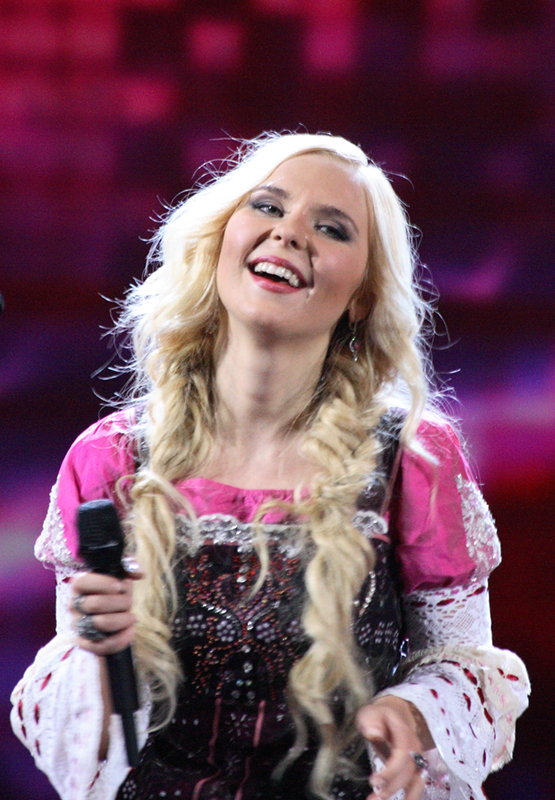
Пелагея
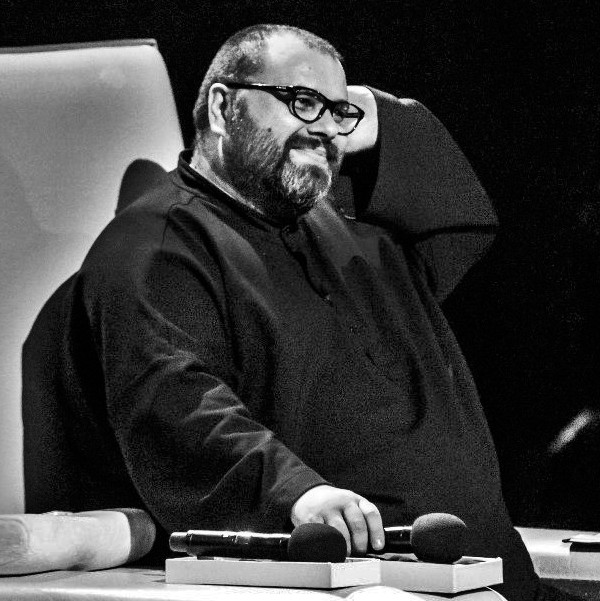
Максим Фадеев

- Дима Билан — российский певец, автор песен, представитель России на песенном конкурсе «Евровидение-2006», где занял 2-е место, победитель песенного конкурса «Евровидение-2008».
- Пелагея — фолк-рок-певица, основательница и солистка группы «Пелагея».
- Максим Фадеев — советский и российский композитор, музыкальный продюсер.

## Команды
| - Первое место - Второе место - Третье место | - Выбыл в финале - Выбыл в дополнительном этапе - Выбыл в поединках |

| Дима Билан | Евдокия Малевская   | София Кварацхелия   | Алексей Забугин   | Даниил Фурман         | Мария Мирова        |
| Дима Билан | Валерия Кожемякина  | Яна Су Хён Бон      | Софья Феоктистова | Алина Михальченко     | Юлия Асессорова     |
| Дима Билан | Екатерина Прокудина | Александр Савинов   | Полина Романова   | Софья Бровко          | Егор Пятницын       |
| Пелагея | Саида Мухаметзянова | Михаил Смирнов      | Матвей Семишкур   | Катрина Паула Диринга | Екатерина Бизина    |
| Пелагея | Рената Тазетдинова  | Дмитрий Устинов     | Егор Григорьев    | Ранэль Богданов       | Мария Стамова       |
| Пелагея | Камилла Кусова      | Георгий Долголенко  | Андрей Клубань    | Наиля Умитбаева       | Дарья Шаврина       |
| Максим Фадеев | Сабина Мустаева     | Эдуард Редико       | Ярослав Соколиков | Алина Аракелова       | Елизавета Марочкина |
| Максим Фадеев | Полина Руденко      | Ксения Капустина    | Назели Варелджян  | Ксения Бракунова      | Анастасия Першикова |
| Максим Фадеев | Варвара Кистяева    | Валерия Самохвалова | Анжела Доронина   | Христина Чихирева     | Анастасия Семёнова  |
| Участники, выбывшие из проекта на этапе «Песня на вылет», но продолжившие участие в «Дополнительном этапе» и прошедшие в финал, выделены курсивом. |                     |                     |                   |                       |                     |

## Слепые прослушивания

### Выпуск № 1: Слепые прослушивания. 1-я неделя
Выпуск вышел в эфир 13 февраля 2015 года. В начале выпуска наставники проекта исполнили кавер на песню «Ob-La-Di, Ob-La-Da».
| №  | Исполнитель                                               | Песня                                                     | Выбор участников и наставников | Выбор участников и наставников | Выбор участников и наставников |
| №  | Исполнитель                                               | Песня                                                     | Билан                          | Пелагея                        | Фадеев                         |
| -- | --------------------------------------------------------- | --------------------------------------------------------- | ------------------------------ | ------------------------------ | ------------------------------ |
| 1  | Анжела Доронина (8 лет, Саров, Нижегородская область)     | «Люба, Любочка» (Мария Макарова / Агния Барто)            |                                |                                |                                |
| 2  | Дарья Шаврина (11 лет, Серпухов, Московская область)      | «Melodramma» (Пьерпаоло Геррини / Паоло Лучиани)          |                                |                                | —                              |
| 3  | Егор Пятницын (14 лет, Саратов)                           | «Whataya Want from Me» (Макс Мартин / Пинк / Шеллбэк)     |                                | —                              | —                              |
| 4  | Ксения Соткина (10 лет, Нижний Новгород)                  | «Я вернусь» (Вадим Усланов / Карен Кавалерян)             | —                              | —                              | —                              |
| 5  | Ксения Бракунова (12 лет, Брянск)                         | «Простая песня» (Леонид Терещенко / Екатерина Иванчикова) |                                |                                |                                |
| 6  | Тимур Мусин (12 лет, Альметьевск, Республика Татарстан)   | «Ave Maria» (Лара Фабиан, Ж. Лаланн)                      | —                              | —                              | —                              |
| 7  | Екатерина Бизина (11 лет, Пенза)                          | «History Repeating» (А. Гиффорд)                          |                                |                                | —                              |
| 8  | Александр Савинов (11 лет, Москва)                        | «Красный конь» (Марк Фрадкин / Михаил Пляцковский)        |                                | —                              | —                              |
| 9  | Софья Бровко (12 лет, Крымск, Краснодарский край)         | «Mercy» (Стив Букер / Эйми Даффи)                         |                                | —                              | —                              |
| 10 | Вероника Тычкова (10 лет, Новосибирск)                    | «Поля, Полюшка» (Полина Гагарина / П. Виноградов)         | —                              | —                              | —                              |
| 11 | Юлия Асессорова (11 лет, Оренбург)                        | «Who’s Loving You» (Смоки Робинсон)                       |                                | —                              | —                              |
| 12 | Джонри Зантарая (13 лет, Пенза)                           | «Hallelujah» (Леонард Коэн)                               | —                              | —                              | —                              |
| 13 | Екатерина Прокудина (12 лет, Назарово, Красноярский край) | «It Don’t Mean a Thing» (Дюк Эллингтон / И. Миллс)        |                                | —                              | —                              |

### Выпуск № 2: Слепые прослушивания. 2-я неделя
Выпуск вышел в эфир 20 февраля 2015 года.
| №  | Исполнитель                                                              | Песня                                                         | Выбор участников и наставников | Выбор участников и наставников | Выбор участников и наставников |
| №  | Исполнитель                                                              | Песня                                                         | Билан                          | Пелагея                        | Фадеев                         |
| -- | ------------------------------------------------------------------------ | ------------------------------------------------------------- | ------------------------------ | ------------------------------ | ------------------------------ |
| 1  | Анастасия Семёнова (10 лет, Санкт-Петербург)                             | «Ленинградский рок-н-ролл» (Евгений Хавтан / Жанна Агузарова) | —                              | —                              |                                |
| 2  | Матвей Семишкур (12 лет, Санкт-Петербург)                                | «Shape of My Heart» (Д. Миллер / Стинг)                       |                                |                                | —                              |
| 3  | Елизавета Шалуба (14 лет, Новороссийск, Краснодарский край)              | «Non, je ne regrette rien» (Шарль Дюмон / Мишель Вокер)       | —                              | —                              | —                              |
| 4  | Катрина Паула Диринга (9 лет, Рига, Латвия )                             | «Снег» (Ирина Билык)                                          |                                |                                | —                              |
| 5  | Георгий Долголенко (12 лет, Москва)                                      | «Chandelier» (Сиа Фёрлер / Дж. Шаткин)                        | —                              |                                | —                              |
| 6  | Сабина Мустаева (14 лет, Ташкент, Республика Узбекистан )                | «Путь» (С. Саватеев)                                          |                                |                                |                                |
| 7  | Марина Мишенко (11 лет, Набережные Челны, Республика Татарстан)          | «Улыбайся» (Леонид Терещенко / Екатерина Иванчикова)          | —                              | —                              | —                              |
| 8  | Евдокия Малевская (12 лет, Санкт-Петербург)                              | «Summertime» (Джордж Гершвин / Айра Гершвин / Д. Хейвард)     |                                | —                              | —                              |
| 9  | Лев Суворов (10 лет, Липецк)                                             | «Я вернусь» (Вадим Усланов / Карен Кавалерян)                 | —                              | —                              | —                              |
| 10 | Варвара Кистяева (11 лет, Ивантеевка, Московская область)                | «Smile» (Чарли Чаплин / Джеффри Парсонс / Джон Тёрнер)        | —                              | —                              |                                |
| 11 | Анастасия Зуева (14 лет, Челябинск)                                      | «Because of You» (Дэвид Ходжес / Келли Кларксон / Бен Муди)   | —                              | —                              | —                              |
| 12 | Алина Михальченко (14 лет, Москва)                                       | «Mamma Knows Best» (Джессика Корниш / А. Томас)               |                                | —                              | —                              |
| 13 | Алексей Забугин (11 лет, Новый Уренгой, Ямало-Ненецкий автономный округ) | «С тобой» (Брендон Стоун / В. Борисов)                        |                                |                                | —                              |

### Выпуск № 3: Слепые прослушивания. 3-я неделя
Выпуск вышел в эфир 27 февраля 2015 года.
| №  | Исполнитель                                            | Песня                                                       | Выбор участников и наставников | Выбор участников и наставников | Выбор участников и наставников |
| №  | Исполнитель                                            | Песня                                                       | Билан                          | Пелагея                        | Фадеев                         |
| -- | ------------------------------------------------------ | ----------------------------------------------------------- | ------------------------------ | ------------------------------ | ------------------------------ |
| 1  | Лариса Григорьева (12 лет, Москва)                     | «Вдоль по Питерской» (музыка и слова народные)              | —                              | —                              | —                              |
| 2  | Мария Мирова (9 лет, Мелеуз, Республика Башкортостан)  | «The Winner Takes It All» (Бьорн Ульвеус / Бенни Андерссон) |                                |                                | —                              |
| 3  | Даниил Фурман (11 лет, Самара)                         | «Happy» (Фаррелл Уильямс)                                   |                                | —                              |                                |
| 4  | Мария Стамова (14 лет, Краснодар)                      | «Эхо любви» (Евгений Птичкин / Роберт Рождественский)       |                                |                                | —                              |
| 5  | Ярослав Соколиков (7 лет, Минск, Республика Беларусь ) | «Ben» (Уолтер Шарф / Дон Блэк)                              |                                |                                |                                |
| 6  | Елизавета Марочкина (11 лет, Мурманск)                 | «Je veux» (Керредин Солтани / Трисс)                        | —                              | —                              |                                |
| 7  | Светлана Бедюх (12 лет, Санкт-Петербург)               | «Нарисую тебе звёзды» (Брендон Стоун / Тина Кароль)         | —                              | —                              | —                              |
| 8  | Егор Григорьев (11 лет, Бор, Нижегородская область)    | «Sweet People» (Елена Кучер / В. Лисица / Б. Кукоба)        | —                              |                                | —                              |
| 9  | Аделина Кюрджиева (12 лет, Тюмень)                     | «Любовь настала» (Раймонд Паулс / Роберт Рождественский)    | —                              | —                              | —                              |
| 10 | Яна Су Хён Бон (13 лет, Новосибирск)                   | «Простая песня» (Леонид Терещенко / Екатерина Иванчикова)   |                                | —                              | —                              |
| 11 | Даниил Ильченко (14 лет, Омск)                         | «Home» (Алан Чанг / Майкл Бубле)                            | —                              | —                              | —                              |
| 12 | София Кварацхелия (12 лет, Санкт-Петербург)            | «Georgia on My Mind» (Хоги Кармайкл / Стюарт Горрелл)       |                                | —                              | —                              |
| 13 | Ксения Капустина (14 лет, Москва)                      | «Listen» (Скотт Катлер / Генри Кригер / Энн Превен)         |                                | —                              |                                |

### Выпуск № 4: Слепые прослушивания. 4-я неделя
Выпуск вышел в эфир 6 марта 2015 года. Один из участников, Андрей Клубань, не прошёл слепые прослушивания и упал в обморок. По решению организаторов он участвовал снова в следующем выпуске.
| №  | Исполнитель                                                          | Песня                                                                  | Выбор участников и наставников | Выбор участников и наставников | Выбор участников и наставников |
| №  | Исполнитель                                                          | Песня                                                                  | Билан                          | Пелагея                        | Фадеев                         |
| -- | -------------------------------------------------------------------- | ---------------------------------------------------------------------- | ------------------------------ | ------------------------------ | ------------------------------ |
| 1  | Назели Варелджян (7 лет, Сочи, Краснодарский край)                   | «А снег идёт» (Андрей Эшпай / Евгений Евтушенко)                       | —                              | —                              |                                |
| 2  | Аркадий Евтушенко (9 лет, Армавир,Краснодарский край)                | «’O surdato ’nnammurato» (Энрико Каннио / Аньелло Калифано)            | —                              | —                              | —                              |
| 3  | Наиля Умитбаева (14 лет, Ишимбай, Республика Башкортостан)           | «Non, je ne regrette rien» (Шарль Дюмон / Мишель Вокер)                | —                              |                                | —                              |
| 4  | Эдуард Редико (11 лет, Рига, Латвия )                                | «Опера № 2» (Виталий Грачёв / В. Боровский)                            |                                |                                |                                |
| 5  | Полина Романова (13 лет, Москва)                                     | «Domino» (Джессика Корниш / Лукаш Готвальд / Клод Келли / Макс Мартин) |                                | —                              | —                              |
| 6  | Андрей Клубань (14 лет, Москва)                                      | «Зурбаган» (Юрий Чернавский / Леонид Дербенёв)                         | —                              | —                              | —                              |
| 7  | Мария Шумилова (10 лет, Москва)                                      | «It Don’t Mean a Thing» (Дюк Эллингтон / Ирвинг Миллс)                 | —                              | —                              | —                              |
| 8  | Дмитрий Устинов (13 лет, Одинцово, Московская область)               | «If I Ain’t Got You» (Алиша Киз)                                       | —                              |                                | —                              |
| 9  | Христина Чихирёва (14 лет, Сочи, Краснодарский край)                 | «Беги по небу» (Максим Фадеев)                                         | —                              | —                              |                                |
| 10 | Карима Абдуллина (12 лет, Казань, Республика Татарстан)              | «Улыбайся» (Леонид Терещенко / Екатерина Иванчикова)                   | —                              | —                              | —                              |
| 11 | Камилла Кусова (12 лет, Беслан, Республика Северная Осетия — Алания) | «Nothing Else Matters» (Джеймс Хетфилд / Ларс Ульрих)                  | —                              |                                | —                              |
| 12 | Алина Аракелова (13 лет, Москва)                                     | «Moon River» (Генри Манчини / Джонни Мерсер)                           |                                | —                              |                                |
| 13 | Валерия Кожемякина (12 лет, Москва)                                  | «Mamma Knows Best» (Джессика Корниш / А. Томас)                        |                                | —                              | —                              |

### Выпуск № 5: Слепые прослушивания. 5-я неделя
Выпуск вышел в эфир 13 марта 2015 года.
| №  | Исполнитель                                                | Песня                                                     | Выбор участников и наставников | Выбор участников и наставников | Выбор участников и наставников |
| №  | Исполнитель                                                | Песня                                                     | Билан                          | Пелагея                        | Фадеев                         |
| -- | ---------------------------------------------------------- | --------------------------------------------------------- | ------------------------------ | ------------------------------ | ------------------------------ |
| 1  | Екатерина Подобулина (14 лет, Самара)                      | «Хороший парень» (Евгений Маргулис / Алексей Романов)     | —                              | —                              | —                              |
| 2  | Михаил Смирнов (11 лет, Москва)                            | «Ben» (Уолтер Шарф / Дон Блэк)                            |                                |                                | —                              |
| 3  | Рената Тазетдинова (15 лет, Казань, Республика Татарстан)  | «Listen» (Скотт Катлер / Генри Кригер / Энн Превен)       |                                |                                |                                |
| 4  | Андрей Клубань (14 лет, Москва)                            | «Зурбаган» (Юрий Чернавский / Леонид Дербенёв)            | —                              |                                | —                              |
| 5  | Саида Мухаметзянова (13 лет, Казань, Республика Татарстан) | «Су буйлап» (музыка и слова народные)                     |                                |                                | —                              |
| 6  | Софья Феоктистова (9 лет, Арзамас, Нижегородская область)  | «Мойдодыр» (Артур Пилявин / Корней Чуковский)             |                                |                                | —                              |
| 7  | Валерия Самохвалова (14 лет, Москва)                       | «Dernière danse» (Адила Седрая / Скалпович)               | Полная команда                 | —                              |                                |
| 8  | Тимоти Санников (11 лет, Бат-Ям, Израиль )                 | «I Feel Good» (Джеймс Браун)                              | Полная команда                 | —                              | —                              |
| 9  | Майя Гицина (12 лет, Курск)                                | «If I Ain’t Got You» (Алиша Киз)                          | Полная команда                 | —                              | —                              |
| 10 | Полина Руденко (12 лет, Москва)                            | «Нарисую тебе солнце» (Брендон Стоун / Тина Кароль)       | Полная команда                 | —                              |                                |
| 11 | Эмилия Лиджиева (11 лет, Элиста, Республика Калмыкия)      | «Non, je ne regrette rien» (Шарль Дюмон / Мишель Вокер)   | Полная команда                 | —                              | —                              |
| 12 | Ранэль Богданов (9 лет, Казань, Республика Татарстан)      | «Ночной хулиган» (Денис Ковальский)                       | Полная команда                 |                                | —                              |
| 13 | Полина Рузина (14 лет, Москва)                             | «Dynamite» (Кристина Агилера / Линда Перри)               | Полная команда                 | Полная команда                 | —                              |
| 14 | Анастасия Першикова (9 лет, Новосибирск)                   | «Highway to Hell» (Бон Скотт / Ангус Янг / Малькольм Янг) | Полная команда                 | Полная команда                 |                                |

## Поединки и Песня на вылет

### Выпуск № 6: «Поединки» и «Песня на вылет». Команда Димы Билана
Выпуск вышел в эфир 20 марта 2015 года.

#### Поединки
| № | Победитель        | Песня                                                                                | Проигравшие        | Проигравшие         |
| - | ----------------- | ------------------------------------------------------------------------------------ | ------------------ | ------------------- |
| 1 | Даниил Фурман     | «Rock Around the Clock» (Джеймс Майерс / Макс Фридман)                               | Софья Бровко       | Алина Михальченко   |
| 2 | Мария Мирова      | «Titanium» (Дэвид Гетта / Джорджио Туинфорт / Ник ван де Валл / Сиа Фёрлер)          | Юлия Асессорова    | Егор Пятницын       |
| 3 | Евдокия Малевская | «Леди Совершенство» (Максим Дунаевский / Наум Олев)                                  | Валерия Кожемякина | Екатерина Прокудина |
| 4 | София Кварацхелия | «She Has No Time» (Том Чаплин / Ричард Хьюз / Тим Райc / Джеймс Санжер / Дима Билан) | Яна Су Хён Бон     | Александр Савинов   |
| 5 | Алексей Забугин   | «Прекрасное далёко» (Евгений Крылатов / Юрий Энтин)                                  | Полина Романова    | Софья Феоктистова   |

#### Песня на вылет
| № | Участник          | Песня                                                        | Результат                    |
| - | ----------------- | ------------------------------------------------------------ | ---------------------------- |
| 1 | Даниил Фурман     | «Happy» (Фаррелл Уильямс)                                    | Прошёл в дополнительный этап |
| 2 | Мария Мирова      | «The Winner Takes It All» (Бьорн Ульвеус / Бенни Андерссон)  | Прошла в дополнительный этап |
| 3 | Евдокия Малевская | «Summertime» (Джордж Гершвин / Айра Гершвин / Дюбуз Хейвард) | Прошла в дополнительный этап |
| 4 | София Кварацхелия | «Georgia on My Mind» (Хоги Кармайкл / Стюарт Горрелл)        | Прошла в финал               |
| 5 | Алексей Забугин   | «С тобой» (Брендон Стоун / Вениамин Борисов)                 | Прошёл в финал               |

### Выпуск № 7: «Поединки» и «Песня на вылет». Команда Пелагеи
Выпуск вышел в эфир 27 марта 2015 года.

#### Поединки
| № | Победитель            | Песня                                                                      | Проигравшие        | Проигравшие        |
| - | --------------------- | -------------------------------------------------------------------------- | ------------------ | ------------------ |
| 1 | Михаил Смирнов        | «From Souvenirs to Souvenirs» (Алек Кастандинос)                           | Дмитрий Устинов    | Георгий Долголенко |
| 2 | Екатерина Бизина      | «Ах, этот вечер, лукавый маг» (Максим Дунаевский / Леонид Дербенёв)        | Мария Стамова      | Дарья Шаврина      |
| 3 | Катрина Паула Диринга | «The Lion Sleeps Tonight» (Луиджи Креаторе / Хьюго Перетти / Джордж Вайсс) | Наиля Умитбаева    | Ранэль Богданов    |
| 4 | Саида Мухаметзянова   | «Аллилуйя» (Леонард Коэн)                                                  | Рената Тазетдинова | Камилла Кусова     |
| 5 | Матвей Семишкур       | «Не повторяется такое никогда» (Серафим Туликов / Михаил Пляцковский)      | Андрей Клубань     | Егор Григорьев     |

#### Песня на вылет
| № | Участник              | Песня                                   | Результат                    |
| - | --------------------- | --------------------------------------- | ---------------------------- |
| 1 | Михаил Смирнов        | «Ben» (Дон Блэк / Уолтер Шарф)          | Прошёл в финал               |
| 2 | Екатерина Бизина      | «History Repeating» (А. Гиффорд)        | Прошла в дополнительный этап |
| 3 | Катрина Паула Диринга | «Снег» (Ирина Билык)                    | Прошла в дополнительный этап |
| 4 | Саида Мухаметзянова   | «Су буйлап» (музыка и слова народные)   | Прошла в дополнительный этап |
| 5 | Матвей Семишкур       | «Shape of My Heart» (Д. Миллер / Стинг) | Прошёл в финал               |

### Выпуск № 8: «Поединки» и «Песня на вылет». Команда Фадеева
Выпуск вышел в эфир 3 апреля 2015 года.

#### Поединки
| № | Победитель          | Песня                                                             | Проигравшие         | Проигравшие         |
| - | ------------------- | ----------------------------------------------------------------- | ------------------- | ------------------- |
| 1 | Эдуард Редико       | «Hideaway» (Самир Афуни / К. Эллестад / Максим Фадеев)            | Валерия Самохвалова | Ксения Капустина    |
| 2 | Алина Аракелова     | «Broken Vow» (Уолтер Афанасьефф / Лара Фабиан)                    | Христина Чихирёва   | Ксения Бракунова    |
| 3 | Елизавета Марочкина | «Roar» (Лукаш Готвальд / Кэти Перри / Бонни Макки / Генри Уолтер) | Анастасия Семёнова  | Анастасия Першикова |
| 4 | Сабина Мустаева     | «Мечтатель» (Максим Фадеев / Алиса Кожикина / Ольга Серябкина)    | Варвара Кистяева    | Полина Руденко      |
| 5 | Ярослав Соколиков   | «Белые розы» (Сергей Кузнецов)                                    | Анжела Доронина     | Назели Варелджян    |

#### Песня на вылет
| № | Участник            | Песня                                       | Результат                    |
| - | ------------------- | ------------------------------------------- | ---------------------------- |
| 1 | Эдуард Редико       | «Опера № 2» (Виталий Грачёв / В. Боровский) | Прошёл в финал               |
| 2 | Алина Аракелова     | «Moon River» (Г. Манчини / Дж. Мерсер)      | Прошла в дополнительный этап |
| 3 | Елизавета Марочкина | «Je veux» (Керредин Солтани / Т. Соланилла) | Прошла в дополнительный этап |
| 4 | Сабина Мустаева     | «Путь» (С. Саватеев)                        | Прошла в дополнительный этап |
| 5 | Ярослав Соколиков   | «Ben» (Дон Блэк / Уолтер Шарф)              | Прошёл в финал               |

## Дополнительный этап

### Выпуск № 9: Дополнительный этап
Выпуск вышел в прямом эфире 10 апреля.
| — Участник прошёл в финал |
| — Участник покинул проект |

| Наставник     | № | Участник              | Песня                                                                 | Голоса зрителей | Итог           |
| ------------- | - | --------------------- | --------------------------------------------------------------------- | --------------- | -------------- |
| Дима Билан    | 1 | Мария Мирова          | «Sweet People» (Елена Кучер / В. Лисица / Б. Кукоба)                  | 27,6 %          | Выбыла         |
| Дима Билан    | 2 | Даниил Фурман         | «Что ты имела в виду» (Алексей Кортнев / Сергей Чекрыжов)             | 24 %            | Выбыл          |
| Дима Билан    | 3 | Евдокия Малевская     | «Память» (Эндрю Уэббер / Тревор Нанн / Томас Элиот / Алексей Кортнев) | 48,4 %          | Прошла в финал |
| Пелагея       | 4 | Саида Мухаметзянова   | «В горнице» (А. Морозов / Н. Рубцов)                                  | 56 %            | Прошла в финал |
| Пелагея       | 5 | Екатерина Бизина      | «Садочек» (музыка и слова народные)                                   | 21,4 %          | Выбыла         |
| Пелагея       | 6 | Катрина Паула Диринга | «Vilku dziesma» (Имантс Калныныш / О. Гутманис)                       | 22,6 %          | Выбыла         |
| Максим Фадеев | 7 | Елизавета Марочкина   | «Strong Enough» (П. Барри / М. Тейлор)                                | 12,6 %          | Выбыла         |
| Максим Фадеев | 8 | Алина Аракелова       | «Я искала тебя» (Г. Квенетадзе / И. Каминская)                        | 21,4 %          | Выбыла         |
| Максим Фадеев | 9 | Сабина Мустаева       | «Somebody to Love» (Фредди Меркьюри)                                  | 66 %            | Прошла в финал |

| № | Исполнитель    | Песня                                        |
| - | -------------- | -------------------------------------------- |
| 1 | Лев Аксельрод  | «Я буду помнить» (Александр Иванов)          |
| 2 | Рагда Ханиева  | «Расскажите, птицы» (Игорь Николаев)         |
| 3 | Алиса Кожикина | «Simply the Best» (Майк Чепмен / Холли Найт) |

## Финал и Суперфинал

### Выпуск № 10: «Финал» и «Суперфинал»
Выпуск проходил 17 апреля в прямом эфире.

#### Финал
| — Участник прошёл в финал |
| — Участник покинул проект |

| Наставник     | № | Участник            | Песня                                                         | Голоса зрителей | Итог                |
| ------------- | - | ------------------- | ------------------------------------------------------------- | --------------- | ------------------- |
| Максим Фадеев | 1 | Ярослав Соколиков   | «Дорогие мои старики» (Игорь Саруханов / Симон Осиашвили)     | 30,7 %          | Выбыл               |
| Максим Фадеев | 2 | Эдуард Редико       | «Lo ti penso amore» (Никколо Паганини / Бернард Роуз)         | 13,5 %          | Выбыл               |
| Максим Фадеев | 3 | Сабина Мустаева     | «Run to You» (Аллан Рич / Джад Фридман)                       | 55,8 %          | Прошла в суперфинал |
| Пелагея       | 4 | Матвей Семишкур     | «Чёрный ворон» (музыка и слова народные)                      | 37,1 %          | Выбыл               |
| Пелагея       | 5 | Михаил Смирнов      | «SOS d’un terrien en detresse» (Мишель Берже / Люк Пламондон) | 22 %            | Выбыл               |
| Пелагея       | 6 | Саида Мухаметзянова | «Колыбельная» (Полина Гагарина)                               | 40,9 %          | Прошла в суперфинал |
| Дима Билан    | 7 | Евдокия Малевская   | «Старый рояль» (Марк Минков / Д. Иванов)                      | 36,8 %          | Прошла в суперфинал |
| Дима Билан    | 8 | София Кварацхелия   | «Мама» (Татьяна Назарова)                                     | 29,2 %          | Выбыла              |
| Дима Билан    | 9 | Алексей Забугин     | «The Greatest Love of All» (Майкл Массер / Линда Крид)        | 34 %            | Выбыл               |

| № | Исполнитель                                                        | Песня                                                 |
| - | ------------------------------------------------------------------ | ----------------------------------------------------- |
| 1 | Максим Фадеев, Ярослав Соколиков, Эдуард Редико и Сабина Мустаева  | «Superstition» (Стиви Уандер)                         |
| 2 | Пелагея, Матвей Семишкур, Михаил Смирнов и Саида Мухаметзянова     | «Тёмная ночь» (Никита Богословский / Владимир Агатов) |
| 3 | Дима Билан, Евдокия Малевская, София Кварацхелия и Алексей Забугин | «Обними меня» (Иса Меликов / Паулина Володковская)    |

#### Суперфинал
В суперфинале по одному участнику от каждой команды борются за победу.
| Наставник     | № | Участник            | Песня                                                   | Голоса зрителей | Итог         |
| ------------- | - | ------------------- | ------------------------------------------------------- | --------------- | ------------ |
| Максим Фадеев | 1 | Сабина Мустаева     | «Crazy» (Дезмонд Чайлд / Джо Перри / Стивен Тайлер)     | 45 %            | Победитель   |
| Пелагея       | 2 | Саида Мухаметзянова | «Non, je ne regrette rien» (Шарль Дюмон / Мишель Вокер) | 27 %            | Третье место |
| Дима Билан    | 3 | Евдокия Малевская   | «Total Eclipse of the Heart» (Джим Стайнман)            | 28 %            | Второе место |